# Turdoides caudata
Turdoides caudata là một loài chim trong họ Leiothrichidae.